# Miguel Camargo
Miguel Elías Camargo Cañizale, mais conhecido como Miguel Camargo(Cidade do Panamá, 9 de maio de 1993) é um futebolista panamenho que atua como Atacante. Defende atualmente o Mineros de Guayana.

## Carreira
Miguel Camargo fez parte do elenco da Seleção Panamenha de Futebol da Copa América de 2016.